# 조용한 결투
조용한 결투(靜かなる決鬪, The Quiet Duel)는 일본에서 제작된 구로사와 아키라 감독의 1949년 드라마 영화이다. 미후네 도시로 등이 주연으로 출연하였고 이치카와 히사오 등이 제작에 참여하였다.

## 출연

### 주연
- 미후네 도시로
- 시무라 타카시

### 조연
- 산조 미키
- 우에무라 켄지로
- 나카키타 치에코
- 센고쿠 노리코
- 미야자키 죤노스케
- 야마구치 이사무
- 마츠모토 시게루
- 마치다 히로코
- 타카미 칸
- 토비타 키사오
- 미야지마 시게유키
- 다테 타다시
- 스도 에츠코
- 이즈미 세이지
- 사사키 마사테루
- 미야지마 켄이치
- 쿠도 유스케
- 이케가미 야쿠코
- 마츠무라 와카요
- 와카하라 하츠코

## 제작진
- 원작자: 키쿠타 카즈오
- 미술: 이마이 코이치